# Clifton (Ohio)
Clifton es una villa ubicada en el condado de Greene en el estado estadounidense de Ohio. En el Censo de 2010 tenía una población de 152 habitantes y una densidad poblacional de 315,52 personas por km².

## Geografía
Clifton se encuentra ubicada en las coordenadas 39°47′49″N 83°49′31″O / 39.79694, -83.82528. Según la Oficina del Censo de los Estados Unidos, Clifton tiene una superficie total de 0.48 km², de la cual 0.46 km² corresponden a tierra firme y (3.76%) 0.02 km² es agua.

## Demografía
Según el censo de 2010, había 152 personas residiendo en Clifton. La densidad de población era de 315,52 hab./km². De los 152 habitantes, Clifton estaba compuesto por el 92.11% blancos, el 2.63% eran afroamericanos, el 0% eran amerindios, el 1.32% eran asiáticos, el 0% eran isleños del Pacífico, el 0% eran de otras razas y el 3.95% pertenecían a dos o más razas. Del total de la población el 3.95% eran hispanos o latinos de cualquier raza.